# Ямансаз
Яманса́з (рос. Ямансаз, башк. Яманһаҙ) — село у складі Зілаїрського району Башкортостану, Росія. Адміністративний центр Ямансазької сільської ради.
Населення — 733 особи (2010; 833 в 2002).
Національний склад:
- башкири — 72%

## Видатні уродженці
- Камалов Азат Ахмадуллович — філолог, фахівець в області башкирського мовознавства.